# La Peau de chagrin

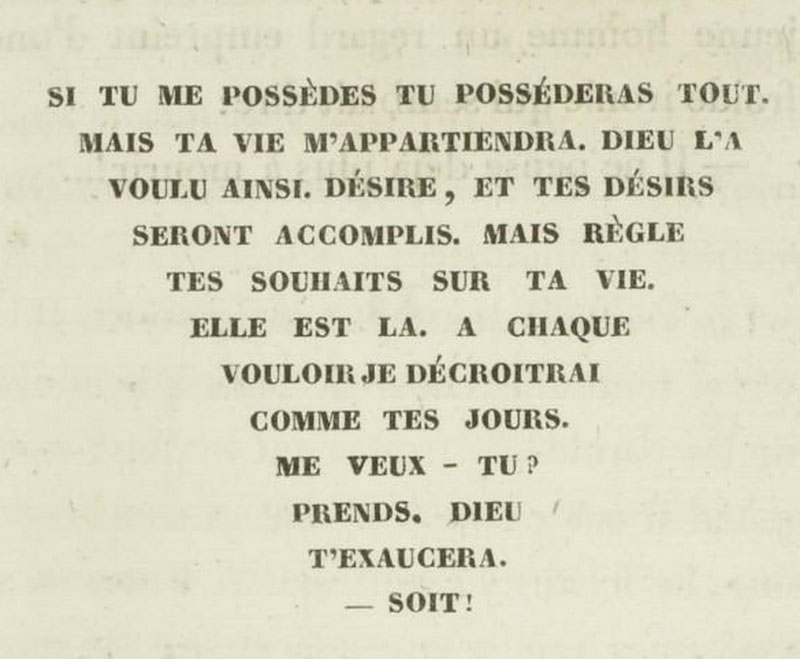
gedeelte uit La Peau de chagrin

La Peau de chagrin is een roman van Honoré de Balzac, in 1831 gepubliceerd door Gosselin en Canel in les Romans et contes philosophiques.
In 1834 werd de roman ook gepubliceerd door de uitgeverij Werdet, in les Études philosophiques.
Een uitgave uit 1837, die geïllustreerd werd bij Delloye en Lecou doet een beroep op 124 kunstenaars. De Furne-uitgave van 1845 zorgt ervoor dat La peau de chagrin op de eerste plaats komt in Les études philosophiques.
Voor de definitieve uitgave, werd de tekst eerst meerdere malen gepubliceerd in verscheidene kranten van die tijd. 
In mei 1831, als fragment in La revue des deux mondes. Een maand later in Le cabinet de lecture en le voleur onder de naam: Une débauche. 
Het tijdschrift la revue de Paris publiceerde op zijn beurt een versie van de tekst onder de naam le Suicide d’un poète.
Deze pre-publicaties kenden zo'n groot succes dat de definitieve uitgave heel snel uitverkocht was, ondanks het feit dat Balzac zijn werk met vijf maanden vertraging afleverde.
Als we de Franse Balzac-kenners kunnen geloven, zou het tegenstrijdig zijn om dit werk louter en alleen als realistisch te bestempelen:
« Het lijkt of Balzac in Les Martyrs ignorés de levensloop van het personage Raphaël minder fantastisch wilde maken (zoals hij dat ook al gedeeltelijk had gedaan in La Peau de Chagrin) door hem eenvoudigweg te laten sterven aan tuberculose. (Er was ook al sprake van een longziekte bij de zoon van Madame de Mortsauf in Le Lys dans la vallée.) 
Om Raphaël te kunnen laten terugkeren in la Comédie humaine, zou Balzac er waarschijnlijk niet in slagen om het personage wat realistischer te maken. Hij is hier nooit in geslaagd(…). Vanuit historisch perspectief zou het een ernstige vergissing zijn om Balzac slechts als realistisch auteur te beschouwen en om zich te ergeren aan de fantastische elementen in deze roman. Bovendien zou dit getuigen van een kortzichtige en positivistische visie (die gelukkig steeds minder aanhang kent) op het gehele werk van Balzac. »
Dit werk kan beschouwd worden als de eerste echte roman van Balzac.
Het centrale thema van deze roman is de strijd tussen verlangen en de levensduur. De magische huid stelt de levenskracht van zijn eigenaar voor, en wordt harder naarmate men streeft naar meer voldoening en kracht. Zonder aandacht te schenken aan de waarschuwing van de antiquair die hem deze huid schenkt, laat de held zich omringen door weelde en rijkdom. Op het einde van de roman echter eindigt hij als een zielig en afgeleefd persoon. De uitdrukking peau de chagrin werd aanvaard in het dagelijks taalgebruik om alles te benoemen wat in hoeveelheid afneemt bij elk gebruik ervan.

## Context
Vanaf de jaren 1829-30 is Balzac al beroemd dankzij zijn Physiologie du mariage. Hij wordt, zoals de beste schrijvers, ontvangen in het salon van Juliette Récamier. Deze periode stemt overeen met de jaren die volgen op het faillissement van zijn drukkerij, waarna hij zich terug wijdt aan het schrijven. In 1830 oogst hij eindelijk succes met zijn Physiologie, dat deel uitmaakt van zijn "études analytiques", "Een magnifiek en realistisch boek dat getuigt van een verbazingwekkende kennis van de vrouwen." Hij wordt ook ontvangen in het salon van Sophie Gay, waar reeds andere jonge romantici schitterden. Ook de politiek-militaire roman les Chouans, (vaak ten onrechte ondergebracht bij de historische romans) toont, ondanks zijn commerciële flop, een zeer gewaardeerde schrijver. Balzac raakt erg bekend vanaf 1830 en wordt al snel "een man van de wereld". Hij schrijft in het Revue de Paris, het Revue des Deux Mondes, La Mode, La Silhouette, Le Voleur, La Caricature. Hij raakt bevriend met Émile de Girardin en schrijft voortaan onder de naam De Balzac.

## Schrijven en publicatie
De titel Peau de Chagrin verschijnt voor het eerst gedrukt op 9 december 1830. Hij vermeldt hem in een artikel dat hij schrijft voor La Caricature, onder het pseudoniem van Alfred Coudreux. Zijn manuscript, vermoedelijk op hetzelfde moment geschreven, bevat de volgende aantekening: "De uitvinding van een huid die het leven voorstelt. Een oosters sprookje." Een week later publiceert Balzac, onder de naam van "Henri B... ", een fragment uit het verhaal onder de titel "De Laatste Napoleon" in La Caricature.
In dit fragment verliest een jongeman zijn laatste napoleon in een casino in Parijs. Bijgevolg gaat hij naar de Pont Royal waar hij zelfmoord pleegt en verdrinkt. In het begin hechtte Balzac weinig belang aan zijn literair project.
Hij beschouwde het weliswaar als "een stukje onzin dat in schril contrast staat met de zin van de literatuur, maar waarin de auteur geprobeerd heeft om een beeld te geven van de moeilijkheden die begaafde mensen moeten doorstaan alvorens te slagen in het leven". Maar al gauw veranderde zijn visie op het verhaal.
Omstreeks januari 1831 toonden velen belangstelling voor het idee van Balzac, waardoor hij een contract aangeboden kreeg bij een uitgeverij. Ze kwamen tot de overeenkomst om vóór 14 februari 750 exemplaren in octavo uit te geven waarbij 1 135 frank aan de auteur zou betaald worden bij ontvangst van het manuscript. Balzac bezorgde zijn roman pas in juli. Tijdens die vijf maanden leverde hij vluchtige bewijzen af van zijn onstabiele vooruitgang.
In mei verschenen twee extra hoofdstukken, die deel uitmaakten van een project dat als doel had het boek voor zijn publicatie te promoten. Het eerste fragment werd gepubliceerd in Revue des deux mondes onder de naam Une Débauche. In dit deel wordt een orgie beschreven waar de bourgeoisie zich vermaakt en discussieert. Het andere deel met de titel Le suicide d’un poète, werd gepubliceerd in Revue de Paris. Dit deel beschrijft de problemen van een beginnend dichter, die de eindjes aan elkaar tracht te knopen. Hoewel deze drie fragmenten geen samenhangend geheel vormen, slaagde Balzac er toch in om de verschillende personages en scènes van de roman samen te brengen.

## Samenvatting
De jonge aristocraat, Raphaël de Valentin, verliest zijn hele fortuin, omdat hij de schulden van zijn vader moet afbetalen. Hierdoor zit hij zo in de put dat hij zelfmoord wil plegen. Op een dag wandelt de jongeman toevallig een antiekzaak binnen, waar een oude man hem une peau de chagrin toont. Deze peau de chagrin heeft het vermogen om alle wensen van zijn eigenaar in vervulling te laten gaan: “Als je mij in je bezit hebt, bezit je alles, maar je leven zal mij toebehoren”.
De oude man waarschuwt Raphaël: elke vervulde wens zal de huid, die symbool staat voor het leven, doen inkrimpen. "Uw levensduur, voorgesteld door deze huid, zal afhankelijk zijn van de krachten en het aantal van uw wensen, van de lichtste tot de meest schandalige." De jongeman aanvaardt het Duivelse pact, zonder de waarschuwingen van de antiquair al te serieus te nemen. In het begin maakt Raphaël zich geen zorgen en doet hij de gekste dingen. Hij wordt onmenselijk rijk, leidt een luxueus leven, kent glorie en succes.
De huid bezorgt hem de enorme erfenis van een oom en de liefde van zijn buurmeisje, Pauline. Maar al gauw wordt de gepassioneerde jongeman, die van plan was om een meesterwerk (de theorie van de wil) te maken, veel te vroeg oud. Hij wordt gekweld door een ziekte die zelfs de beste dokters en de helers uit de kuuroorden niet kunnen genezen.
Wanneer Raphaël zich ervan bewust wordt dat de huid krimpt en dat er hem dus steeds minder tijd rest, wordt hij kluizenaar. Zo probeert hij elke gelegenheid te vermijden om een wens uit te spreken. Doordat hij enkel nog aan overleven denkt, beseft Raphaël, dat hoewel hij een buitengewone macht bezit, hij er niets mee kan aanvangen. Uiteindelijk sterft hij toch, met als laatste wens “blijven leven”.

## De analyse
```
Een pact met de duivel sluiten. Dat is het klassieke thema dat achter dit fantastisch verhaal schuilt.  
```

'Ik bied je geluk in ruil voor je leven of je ziel'.
Dit thema herinnert de lezer eraan dat alles een prijs heeft en dat eindeloos geluk niet bestaat. 
Ooit moet je kiezen tussen intens maar niet zo lang leven en minder intens maar langer leven. Dat is overigens het onderwerp van de discussie tussen Raphael de Valentin en de eeuwenoude antiquair die hem de huid geeft. Meer  algemeen geeft dit werk een bedenking weer over het verlangen : ”moet men zijn verlangens tevreden stellen om gelukkig te zijn?”~

## Vertalingen naar het Nederlands
- Honoré de Balzac: Het ongelukshuidje. Vert. en bew. door C.F. van der Horst. Utrecht, De Haan, 1924. Digitale versie
- Honoré de Balzac: De huid van chagrijn. Vert. en nawoord door Jean A. Schalekamp. Utrecht, Spectrum, 1982. ISBN 90-274-2168-4 (2e dr. 1995: ISBN 90-274-4588-5